# Quatuor Nomos
Le Quatuor Nomos ou Nomos-Quartett est un quatuor à cordes allemand fondé en 1984. Ses membres en sont Martin Dehning et Meike Bertram (violons), Friederike Koch (alto) et Sabine Pfeiffer (violoncelle). 

## Discographie
- Harald Weiss (de) : Stille Mauern. Schott Music & Media, Mainz 2006
- Franz Schubert : Streichquintett C-Dur D 956. Olaf Mielke, Minden [2001]
- Harald Weiss : Reise in die Nacht. Schott Music & Media, Mainz [2000]
- Franz Schubert : Streichquartett d-Moll D 810. Barsinghausen [1997]
- Benjamin Frankel : Complete string quartets. Cpo-Musikproduktion, Georgsmarienhütte [1997]
- Luigi Boccherini: String quartets op. 32 nos. 4–6. Cpo-Musikproduktion, Georgsmarienhütte [1995]
- Joseph Haydn : String quartets Hob. III nos. 44–49. Cpo-Musikproduktion, Georgsmarienhütte [1994]
- Adriana Hölszky : Hängebrücken. Cpo-Musikproduktion, Georgsmarienhütte [1994]
- Anton Reicha : Music for bassoon. Cpo-Musikproduktion, Georgsmarienhütte [1992]
- Harald Weiss : The rest is silence. Wergo-Schallplatten, Mainz [1992]
- Isang Yun : [Werke /Ausw.], [1]. [1991]

## Distinctions
- 1997 Prix de musique Schneider-Schott de Mayence (de)